# Валентин Карбоні
Валентин Карбоні (ісп. Valentín Carboni, нар. 5 березня 2005, Буенос-Айрес, Аргентина) — аргентинський футболіст, атакувальний півзахисник італійського «Інтернаціонале» та молодіжної збірної Аргентини. На правах оренди грає за «Марсель».

## Ігрова кар'єра

### Клубна
Валентин Карбоні в дитинстві починав займатися міні-футболом. У 2013 році він приєднався до футбольної школи клубу «Ланус». Влітку 2019 року футболіст перебрався до Європи, до молодіжної команди італійського клубу «Катанія». А вже за рік до молодого аргентинського півзахисника проявляли зацікавленість ряд європейських клубів. Та Валентин разом зі своїм братом перейшов до міланського «Інтера».
У 2022 році у складі юнацької команди «Інтера» Карбоні виграв чемпіонат Італії (U-19). З початком сезону 2022—2023 Карбоні почали залучати до першої команди. Разом з тим він продовжив виступати у Юнацькій лізі УЄФА.
1 жовтня 2022 року у 17 років і 206 днів Валентин Карбоні дебютував у чемпіонаті Італії, коли вийшов на заміну у матчі проти «Роми». А за місяць футболіст зіграв першу гру в груповій стадії Ліги чемпіонів проти німецької «Баварії».
На сезон 2023/24 був відданий в оренду до «Монци», також представника Серії A.

### Збірна
Валентин Карбоні має подвійне громадянство Італії та Аргентини. В період з 2021 по 2022 роки він захищав кольори юнацької збірної Італії (U-17). У березні 2022 року Карбоні вперше отримав виклик до національної збірної Аргентини на матчі відбору чемпіонату світу 2022 року проти команд Венесуели та Еквадору. Але на поле того разу він не  виходив. Також у жовтні 2022 року Карбоні потрапив у попередній список національної збірної Аргентини на участь у чемпіонаті світу в Катарі.
У травні 2023 року Валентин Карбоні взяв участь у домашньому молодіжному чемпіонаті світу, де відзначився забитим голом у ворота однолітків з Узбекистану.

## Статистика виступів

### Статистика клубних виступів
| Сезон             | Команда           | Чемпіонат         | Чемпіонат | Чемпіонат | Національний кубок | Національний кубок | Національний кубок | Континентальні кубки | Континентальні кубки | Континентальні кубки | Інші змагання | Інші змагання | Інші змагання | Усього | Усього | Усього |
| Сезон             | Команда           | Ліга              | Ігор      | Голів     | Ліга               | Ігор               | Голів              | Ліга                 | Ігор                 | Голів                | Ліга          | Ігор          | Голів         | Ігор   | Голів  |        |
| ----------------- | ----------------- | ----------------- | --------- | --------- | ------------------ | ------------------ | ------------------ | -------------------- | -------------------- | -------------------- | ------------- | ------------- | ------------- | ------ | ------ | ------ |
| 2022–23           | «Інтернаціонале»  | A                 | 5         | 0         | КІ                 | 0                  | 0                  | ЛЧ                   | 1                    | 0                    | СІ            | 0             | 0             | 6      | 0      |        |
| 2023–24           | «Монца»           | A                 | 1         | 0         | КІ                 | 1                  | 0                  |                      | -                    | -                    |               | -             | -             | 2      | 0      |        |
| Усього за кар'єру | Усього за кар'єру | Усього за кар'єру | 6         | 0         |                    | 1                  | 0                  |                      | 1                    | 0                    |               | 0             | 0             | 8      | 0      |        |

## Титули
Інтер
 Переможець Суперкубка Італії: 2022
- Фіналіст Ліги чемпіонів: 2022/23[13]

## Особисте життя
Валентин Карбоні є сином колишнього аргентинського футболіста Есек'єля Карбоні.